# 마누엘 로하스
마누엘 아쿠냐 로하스(타갈로그어: Manuel Acuña Roxas, 1892년 1월 1일~1948년 4월 15일)는 필리핀의 독립운동가, 정치가이자 제5대 대통령(1946년 ~ 1948년)이었다. 7월 4일 필리핀이 미국으로부터 독립을 한 후 커먼웰스 공화국의 제4대 대통령으로 당선되었고 일주일 뒤 정식으로 필리핀 독립을 선포하였다.
마닐라 근교의 필리핀 대학교에서 법률을 전공했고 1917년 카피스주 의원으로 정계 입문, 1919년 카피스 주지사(1919년∼1921년), 1921년 하원의원에 출마하여 당선되고, 하원의장과 국가평의회 의원을 지냈다. 1934년 제헌회의 의원, 1938년~1940년 재무부 장관, 제2차 세계대전 중 일본군에 잡혀 수용소 생활을 하다 풀려난 뒤 일시적으로 일본군에 협력하였다.
1945년 상원 의원, 상원 의장 등을 역임하고 1946년 4월의 선거에 당선되어 5월 28일 커먼웰스 정부의 네 번째 대통령이 되었다. 7월 4일 독립을 선언, 필리핀의 정식 대통령이 되었다. 정식 필리핀 대통령에 취임하였으나 취임 초기부터 공산주의 집단인 후크발라합의 봉기 등에 직면하였다. 전후 복구 사업을 위해 노력하였으며 1948년 대통령 재직 중 사망하였다. 후일 필리핀 화폐 100페소의 주인공이 되었다.

## 생애

### 생애 초반
로하스는 1892년 1월 1일 파나이섬 카피스주 카피스(지금의 로하스)에서 아버지 헤라르도 로하스와 어머니 로사리오 아쿠냐 사이에서 막내로 태어났다. 카피스에 있는 국민학교에 입학해 공부를 했다.
1904년 카피스 초등학교를 졸업하고 그해 그는 홍콩으로 유학, 홍콩에 있는 세인트 조지프 칼리지에 입학해 공부하다가 1905년 중퇴하고 귀국, 다시 마닐라 고등학교로 옮겨 공부를 계속했다. 마닐라 고등학교를 졸업한 로하스는 마닐라 근처의 필리핀 대학에 진학, 법학을 전공했다. 1913년 필리핀 대학을 졸업한 로하스는 같은 해에 사법고시에 수석으로 합격했다. 곧 로하스는 고등법원 판사의 비서로 일을 하게 되며 동시에 필리핀 대학 법대의 법학 교수가 되어 학생들을 가르쳤다. 마누엘 로하스는 그 무렵 불라칸 출신의 트리니다드 데 레온과 결혼을 했다. 그들의 결혼생활 동안 두명의 자녀를 낳았다.
마누엘 로하스는 정치에 점점 관심을 가지게 되며 고등법원 판사의 개인 비서직을 그만두고 1917년 카피스 시의회에 진출함으로써 정계에 입문했다.

### 정치 활동

#### 정계 입문과 독립 청원

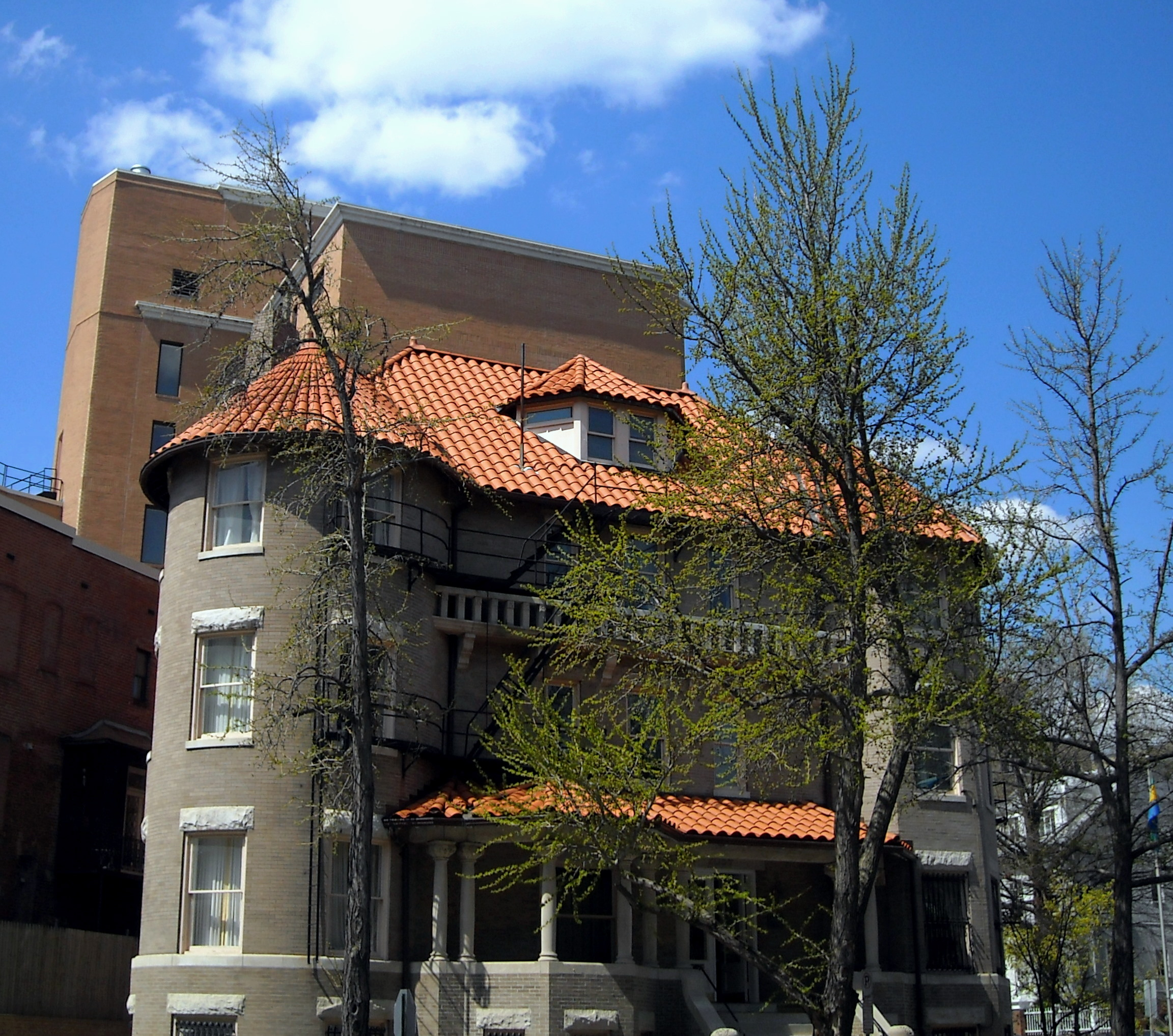
1932년~1933년 미국 체류 당시 그의 사무실로 쓰이던 집(워싱턴 D.C 소재)

1919년 카피스 주지사 후보로 출마했다. 그는 마침내 주지사에 당선되고 그의 정치 인생을 시작하게 된다.
1922년 로하스는 카피스 선거구에서 하원의원 후보로 출마한다. 그는 그의 베테랑급 정치 선배들을 물리치고 하원의원에 당선되었으며 1922년 10월에는 하원의장으로 선출된다. 그 뒤 국가평의회 의원에 피선되었다. 그 해에 그는 또한 하원의원의 대변인으로도 선출되었다.
1923년 말 로하스는 미국으로 가 필리핀의 독립을 요청했다. 그와 그의 수행원 등은 미국 의회에 필리핀의 독립을 승인해 줄 것을 요청했다. 당시 필리핀 내에는 미국의 정책에 호의적이었고, 미국의 통치를 민주주의에 대한 훈련으로 생각하는 인식을 가진 지식인들이 존재했으므로 그는 이를 설명하며 필리핀인들이 미국에 적개심을 갖고 있지 않음을 설득, 미 의회를 설득하였다. 마누엘 로하스의 그와 같은 요청이 미 의회에서 받아들여지지 않았지만 로하스는 포기하지 않았다. 그의 유창한 영어실력과 언변은 미국 상원과 하원을 성공적으로 설득시켰고, 이들은 필리핀 독립에 대한 법안을 표결시켰다.
1923년 그러나 미국의 필리핀 총독 레너드 우드가 의회를 통과한 법안들을 거부하기 시작하자 상원의장인 마누엘 케손과 함께 항의의 표시로 국가평의회에서 사퇴했다. 1932년 국민당 당수 세르히오 오스메냐와 독립사절단을 이끌고 미국으로 건너가 헤어-호스-커팅 법안이 통과되도록 영향력을 행사했다. 1932년부터 1933년까지 로하스는 오스메냐와 워싱턴의 미 의회에 가서 다시 한 번 필리핀 독립을 승인해 줄 것을 요청하고 마침내 미 의회는 이에 대해 심각한 논의를 시작하게 된다. 나중에 마누엘 케손은 헤어-호스-커팅 법으로 말미암아 독립이 위태로워졌다고 주장하여 그를 비난, 이때 로하스와 갈라섰고 이에 따라 국민당도 양분되었다.

#### 커먼웰스 정부의 각료
1934년 헌법위원회에 대의원 선출 때 로하스는 카피스주 대표로 선출되어 헌법위원회에 참여하였다. 1934년 필리핀 독립법인 〈타이딩스-맥더피 법〉안이 개정되자 헌법제정회의 일원으로 임명되었다. 1935년 마누엘 케손이 대통령으로 재당선되었고 부통령에는 오스메냐가 당선되었다.
케손 대통령은 개인적인 감정을 버리고 로하스를 재무부 장관으로 임명했으며 로하스는 이를 흔쾌히 승낙했다. 1938년부터 40년까지 그는 커먼웰스 정부의 재무부 장관으로 일했다. 그러나 일본군에 잡혀 수용소 생활을 하다 풀려난 뒤 로하스는 제2차 세계대전 동안 잠시 호세 라우렐의 친일정권에 몸담아 일본군에 군량미를 조달하는데 동참했다.

#### 제2차 대전 시절
제2차 세계대전이 발발하고 일본이 필리핀을 침략했을 때 로하스는 케손 대통령과 함께 미국으로 망명할 수도 있었지만 그렇게 하지 않았다. 제2차 세계 대전 중 그는 전쟁 중 식량이 매우 중요하다고 판단, 식량을 조달하는 일을 도맡아 했다. 또한 로하스는 바타안, 코레지도 및 민다나오에서 일본군에 대항해 용감히 싸웠다. 그는 정치뿐만 아니라 전투에도 능하다는 것을 국민들에게 입증했다. 그는 민다나오 전투에서 일본군에게 포로로 잡혔을 때 거의 목숨을 잃을 뻔했다. 그러나 호세 라우렐의 중재로 목숨을 구할 수 있었다.
풀려난 뒤 일시적으로 일본에 협력한다. 일본 군부 당국은 로하스를 감옥에 집어넣으려 했으나 라우렐은 그가 유능한 인물임을 들어 그를 살리려 했고, 로하스 역시 자신이 중병에 걸린 것처럼 행동해 병원에 입원, 감옥에 들어가는 것을 면할 수 있었다. 마시타는 로하스를 비롯한 필리핀 주요 지도급 정치인들을 바기오로 데리고 갔다. 당시 일본군은 전쟁의 패색이 짙었다. 로하스는 가족과 함께 극적으로 탈출해 라 유니온의 투바오로 갔다. 1943년 필리핀 독립 준비위원에 선출되었고, 1944년에는 국가경제위원회 위원장이 되었다. 전쟁이 끝난 후 커먼웰스 정부는 다시 복구되었으며 국회는 재소집되었다.

### 해방 직후

#### 초대 대통령에 선출

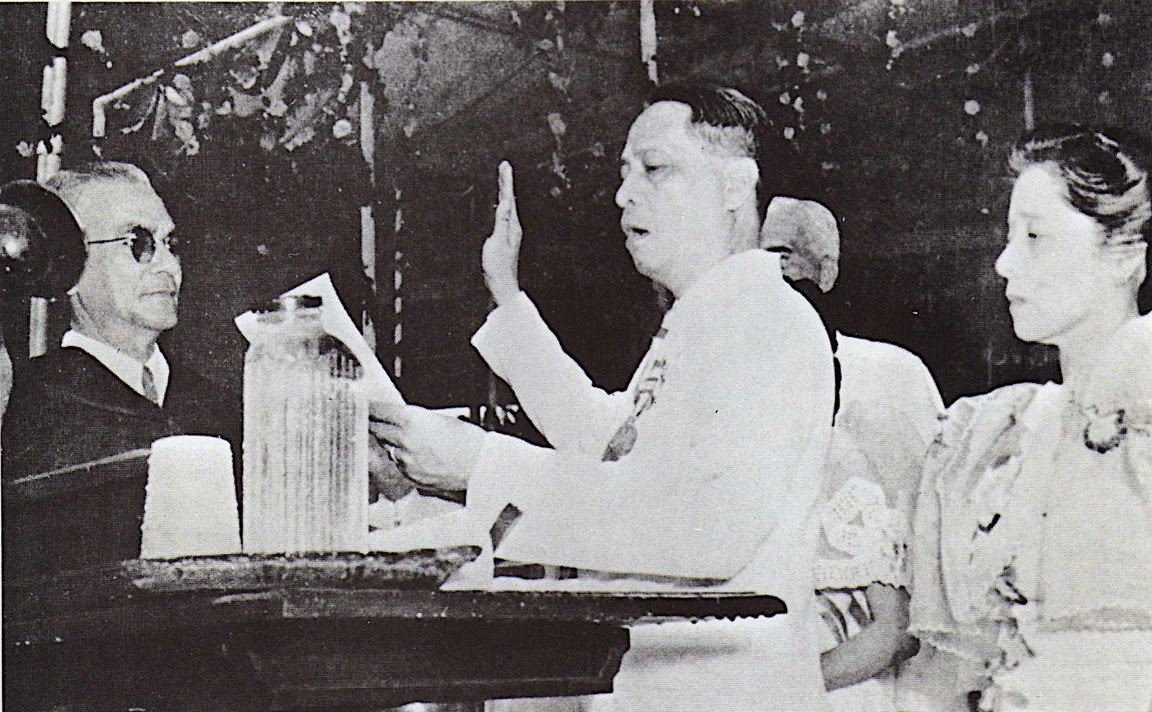
7월 4일 독립과 동시에 초대 대통령에 취임 선서하는 장면

1945년 필리핀 상원의원이 되고 그해 상원의장에 선출되었다. 8월 전쟁이 끝난 뒤 부역자 심판을 위한 법원이 설치되었으나 친구가 된 더글러스 맥아더 장군의 보호를 받았다. 국민당의 자유주의 진영(후에 자유당이 되었음) 대통령 후보로 지명된 로하스는 선거가 가까울 무렵 국민당의 자유주의 진영과 함께 탈당, 신당을 창당했다. 그는 1946년 4월 대통령 선거에서 세르히오 오스메냐와 경합, 결과는 근소한 차로 승리하여 커먼웰스 정부의 제4대 대통령에 당선되었다. 부통령에는 엘피디오 키리노가 당선되었다.
1946년 4월 커먼웰스 정부의 네 번째 정부의 선거가 실시되었다. 후크발라합(Hukbalahap)은 이 선거에 참여해 자신들의 지도자 루이스 타루크 등을 하원의원에 당선시켰다. 그러나 후크발라합의 강경파들은 몇몇 후크단 후보들과 함께 그의 대통령 취임을 인정하지 않았고, 동시에 집권당이 된 자유당이 당선을 인정하지 않았다. 독립 직후 필리핀 대통령 마누엘 로하스는 후크단에 대한 '무력정책'을 천명했다. 후크발라합은 밀림 지역으로 후퇴하여 오랜 저항운동을 시작했다. 정부군의 사기는 매우 저조했으며 정부군이 주민들에 대해 무차별 보복을 가함에 따라 오히려 후크발라합의 입지가 강화되어갔다.
5월 28일 커먼웰스 정부의 네 번째 대통령에 취임했으며, 미국에서 필리핀의 독립을 완전히 승인, 7월 4일 독립이 선포되면서 정식 필리핀 대통령으로 취임했다.

#### 전후 경제 복구 사업

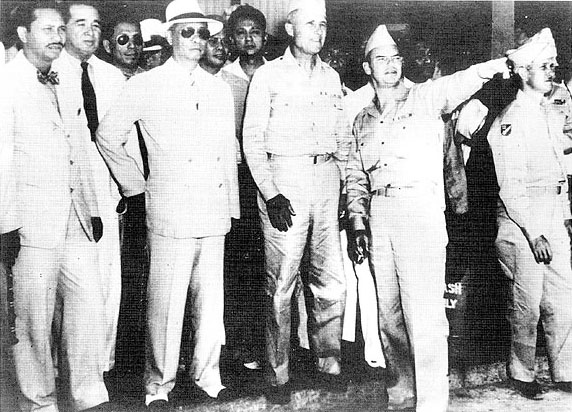
국토 순시 중인 로하스

로하스는 집권기간 중 풀어야 할 여러 과제가 있었다. 민심을 수습하고, 일본, 미국, 스페인 등에 협력했던 전범자 색출 및 내분 수습, 전쟁으로 손상된 전국을 복구하는 것, 교육, 경제문제 등이었다. 대통령에 취임하자마자 로하스는 곧 미국 워싱턴에 가 프랭클린 루즈벨트 대통령에게 전쟁 피해 복구자금 지원을 요청하고 되돌아왔다.
독립 직후 미국, 일본 협력자들에 대한 반발을 중재하는 한편 악질적인 인사 외에는 대부분 석방시켰다. 2차 대전 중 그의 목숨을 구해 준 호세 라우렐 대통령 등은 특별히 석방시켰다. 또한 로하스는 천연자원을 개발하고 관광 단지를 조성했으며, 건설 붐을 조성하고 식량 증산 사업과 국제사회의 필리핀 정부 승인 등을 위해 노력했다.

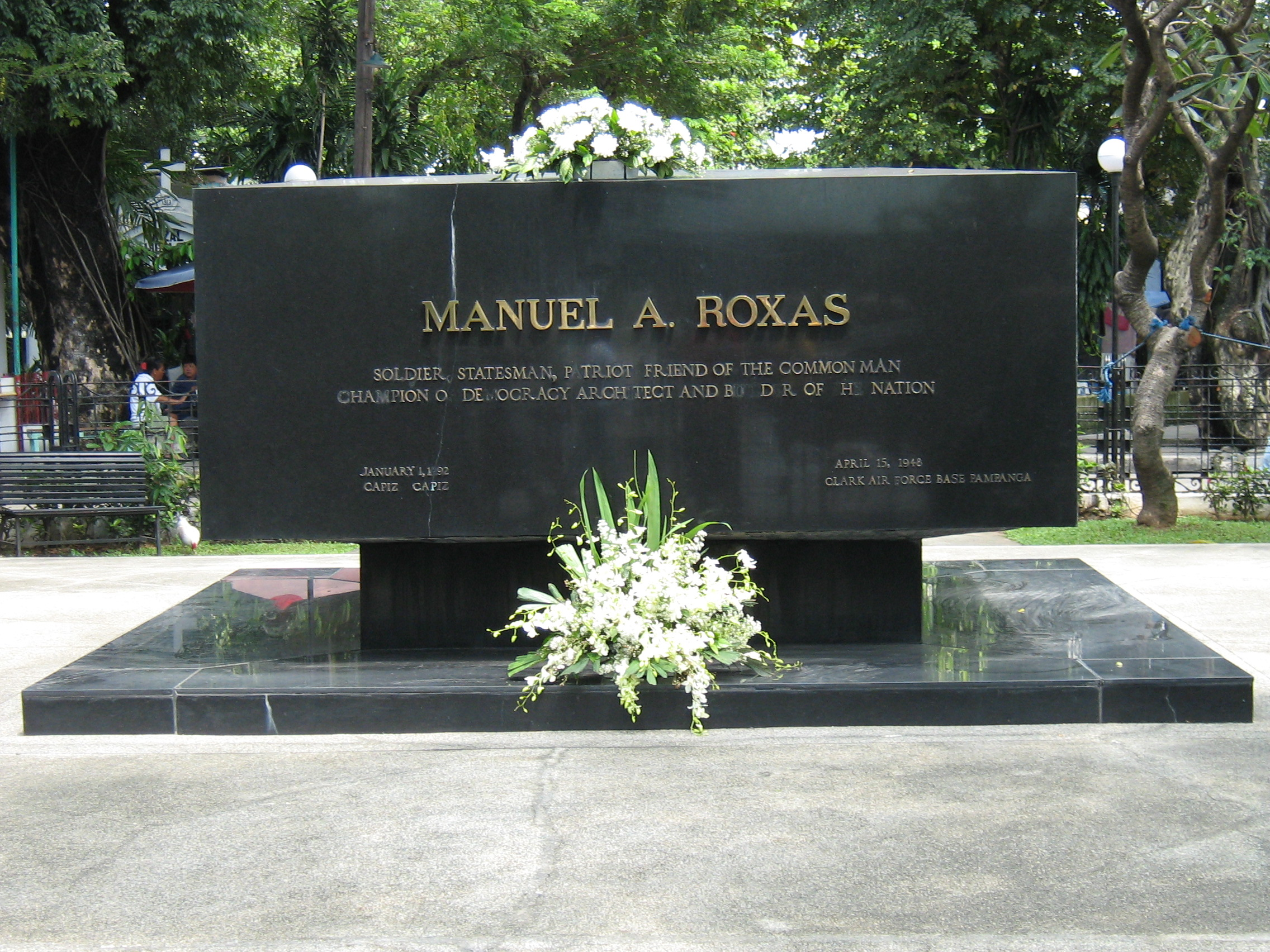
마누엘 로하스의 묘비

로하스는 미국으로부터 전후 복구자금을 얻어내는 데는 성공했으나 그 대가로 군사기지를 미국에 무상 허용하였다. 그 가운데 23개 기지의 조차기간은 99년이었다. 또한 미국에 대한 무역의 규제, 미국 재산 소유자나 투자가들에 대한 특혜 등을 허용해야만 했다. 이는 다시 미국에 나라를 팔아넘기려고 한다는 후크발라합의 공세와 인신비방의 원인이 되기도 했다. 그러나 혼란은 수습되지 않고 부정부패가 만연했고 더구나 그의 강경정책과 함께 지방헌병대 루랄레스의 직권남용으로 농촌지역에서 좌익 후크발라합의 반란에 명분을 실어주게 되었다. 그는 후크발라합을 무력으로 진압하라 지시했고, 후크발라합을 분쇄하려는 억압적인 조치들은 농민들의 불만을 확대시켰다.

### 최후
1948년 4월 15일, 팜팡가에서 연설을 하던 중 갑자기 심장마비로 사망하였다. 국민들은 그의 죽음을 진심으로 애도했다. 그리고 그의 잔여임기는 당시 부통령이던 엘피디오 키리노에게 승계되었다. 사후 그를 기리는 뜻에서 그의 고향인 카피스 시는 특별히 1949년 로하스시로 명칭을 개칭하였다.

## 같이 보기
- 필리핀 자치령
- 마누엘 케손
- 호세 라우렐

## 역대 선거 결과
| 선거명      | 직책명        | 대수 | 정당   | 득표율 | 득표수      | 결과 | 당락 |
| ----------- | ------------- | ---- | ------ | ------ | ----------- | ---- | ---- |
| 1946년 선거 | 필리핀 대통령 | 5대  | 자유당 | 53.93% | 1,333,006표 | 1위  |      |